# كبلر-25c
كليبر 25 سي (بالإنجليزية: Kepler-25c)‏ الذي يرمز له بالرمز KOI-244.01، هو كوكب خارج المجموعة الشمسية، في كوكبة القيثارة، يتبع Kepler-25 ‏.

## الاكتشاف
اكتشف في 25 يناير 2012.